# シェナンドー国立公園
シェナンドー国立公園（シェナンドーこくりつこうえん、英: Shenandoah National Park）はアメリカ合衆国バージニア州にある国立公園であり、ブルーリッジ山脈の一部を含む。この国立公園は西側に幅広いシェナンドー川と渓谷および、東のバージニアピードモント台地のなだらかに起伏している丘の間にあって、長さ約130km・公園面積783km2の、北東から南西に細長い形状をしている。およそ40%、322.04 km2（79,579エーカー）の地域は原生地域に指定されており、国立原生自然保全制度（National Wilderness Preservation System）下にあって保護されている。最も高い山頂は1,235 m（4,051フィート）のホークスビル山である。

## 地理
公園は8つの郡を貫通している。スカイラインドライブと呼ばれる道の西側では、北東から南西にかけてウォーレン郡、ペイジ郡、ロッキンガム郡およびオーガスタ郡が、スカイラインドライブの西側ではラッパハノック郡、マディソン郡、グリーン郡、アルベマール郡である。公園はスカイラインドライブにそって北東のフロントロイヤルという町から南西のウェインズボロ市まで169 km（105マイル）の長さに渡って伸びている。

## 歴史

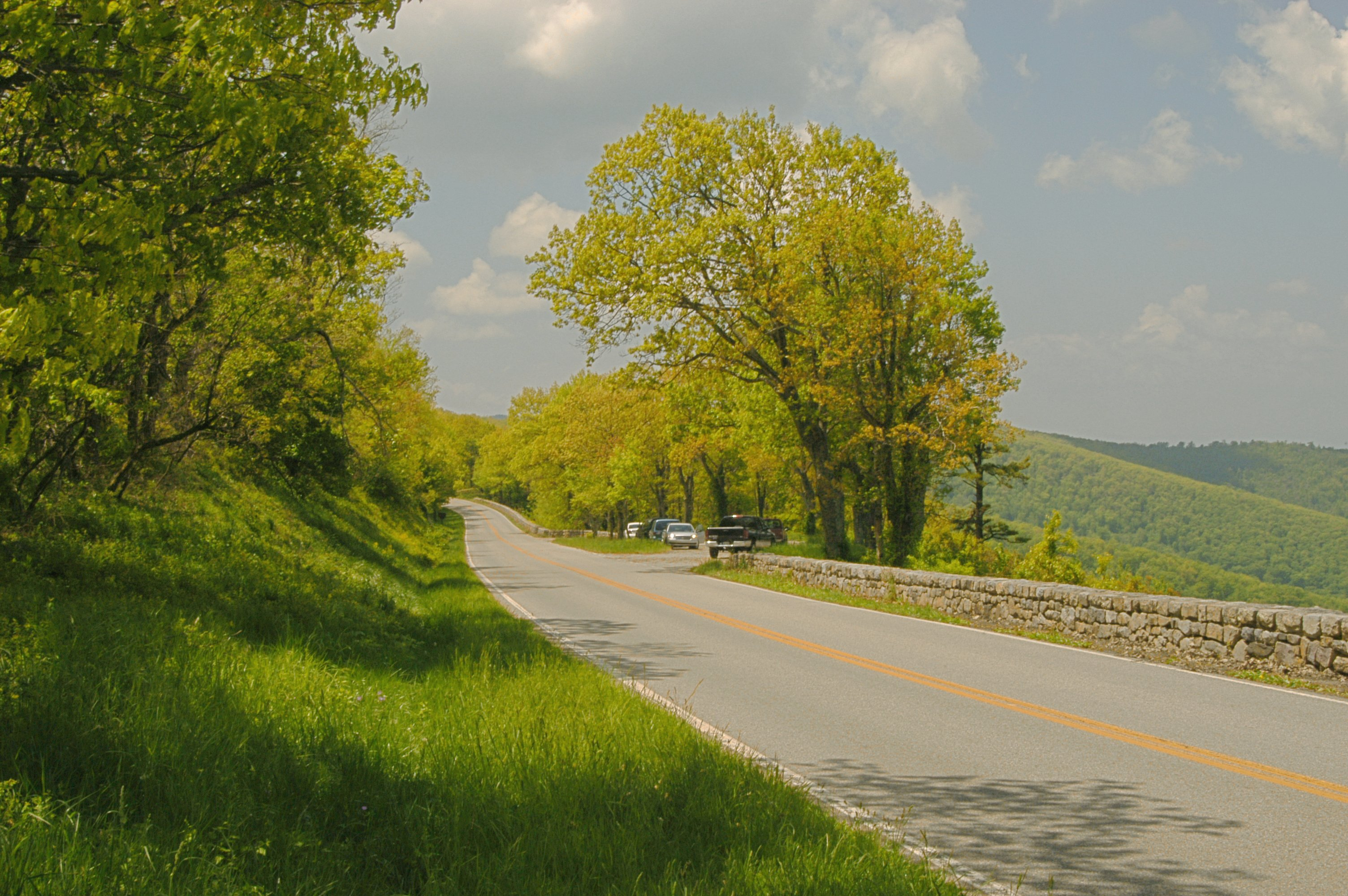
スカイラインドライブ

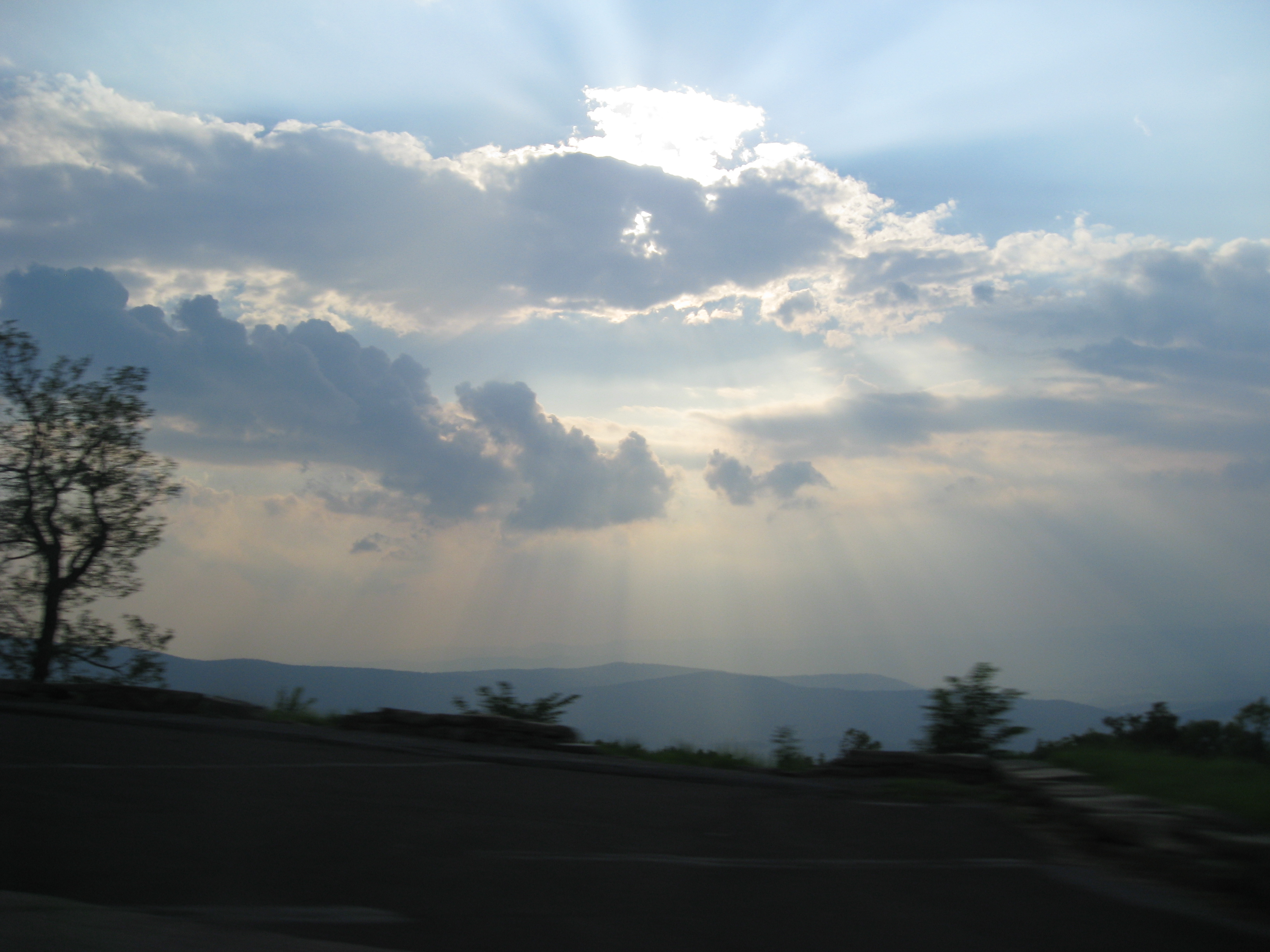
スカイラインドライブからの眺め

### 公園の設立
シェナンドーは1926年に認可され、1935年12月26日に全域が国立公園として設立された。国立公園である以前は、この地域の多くは農地であった。現在も複数の場所に古い農地が残されている。そこが国立公園となる予定であったので、バージニア州は徐々に土地収用権を通して土地を得て、米国連邦政府に土地を譲渡した。
公園およびスカイラインドライブの建設において、多くの家族および全コミュニティは生活のよりどころとしていたブルーリッジ山脈の一部分を明け渡すことを要求された。バージニアの8つの影響を受けた郡の500軒の家族の多くは、彼らの家とコミュニティを失うことに対して猛烈に反発した。転居を余儀なくされた家族の多くはマディソン郡、ページ郡、ラッパハノック郡からの者であった。
住民のおよそ90パーセントは生活のために土地を耕していた。多くの者は谷と近隣の山がちの地域のりんご園で働いた。彼らの収穫に大打撃を与えた1930年に起こった大干ばつの後に、ひきつづいて国立公園およびスカイラインドライブを造成する工事が始まった。彼ら家族の大半はその意志に反して追い出された。こうしてコミュニティは失われた。ほとんど知られていない事実であるが、一部の家族が力ずくで排除されていた間、彼らの所有物が奪われた後も幾人か（それらの人々への対処は難しいと言う事情もあった）は自然の経過をたどって、そこで寿命を迎えるまで公園内に住むことを許された。最後まで残った一人は1979年に92歳で死去したアニー・リーブラッドリー・シェンクであった。結局ほとんどの人々は強制収容された彼らの家から静かに去っていった。バージニア歴史協会によると、85歳のヘゼカイア・ラムはこう述べた。「私はこの丘を去ることに関しては、それほど狂おしい気持ちはなく、淡々としている。だが政府に対しては、二度と信じることはない。彼らが私に依頼した物には、全て署名をした 。」失われたコミュニティと家々は、米国の最も美しい国立公園と風光明媚な車道のために支払われた代償だった。

### 人種差別とその撤廃
1930年代初期、国立公園局は公園施設を設計し始めて、アフリカ系アメリカ人が同時期の政府文書に記述されているのと同様に白人と「有色人種のゲスト」とを別々に分ける準備を構想した。その当時、ジム・クロウ法下のバージニア州では人種差別は時の風潮であった。連邦政府への公園用地の移譲において、バージニア州はまず最初に公園からアフリカ系アメリカ人を完全に締め出そうとしたが、結局公園の施設内でその人種差別法を実施することで落ち着いた。

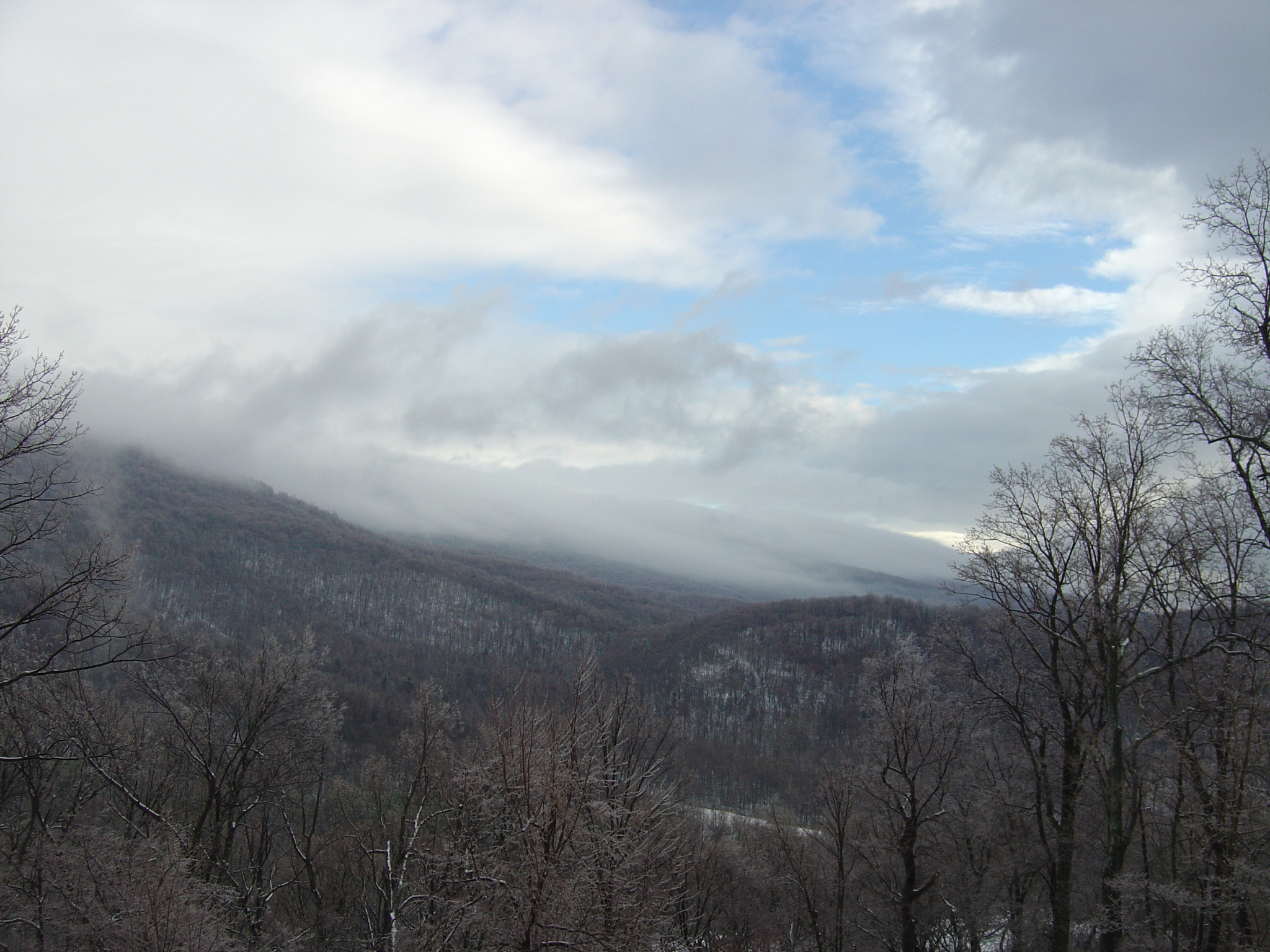
冬に雲で覆われるマーシャル山とホッグズバック山

1930年代までには公園の中で民間の会社によって経営されるいくつかの利権があった。そしてあるものは19世紀後半の旧時代まで戻ったも同然となった。スカイランドリゾート、パノラマリゾート、そしてスウィフトランギャップ、これら早期の施設はもちろん、白人のためだけに運営された。1937年までに国立公園局は既存の施設を引き継いでビッグメドウズロッジを含む新たなロッジ、キャビンおよび他のアメニティを加えるために、バージニアスカイライン社からの入札を受け入れた。それらの計画の元で公園内の全ての場所はいくつかを除いてすべて「白人専用」だった。それらの計画ではルイス山にアフリカ系アメリカ人向けのピクニック場、より小さなロッジ、キャビンとキャンプ場と言った別々の施設を含んでいた。施設は1939年にオープンした。しかしそれらは他の公園施設より大幅に劣っていた。しかしその時までには内務省は人種差別を全ての施設から排除することを切望していた。ピナクルピクニックグラウンドは最初の（人種間の）統合された施設に選ばれたが、スカイライン社は躊躇し続けて、アフリカ系アメリカ人のための唯一の施設としてルイス山を示している地図を配布した。第二次世界大戦の間、利権は終わり、公園の利用は落ち込んだ。しかし一旦戦争が終わったならば、1945年12月に国立公園局は全ての国立公園の全ての利権が人種差別を撤廃すべきであると命じた。1947年10月にルイス山とパノラマリゾートの食堂が統合され、1950年前半までには命令は完全に遂行された。

## 生態学

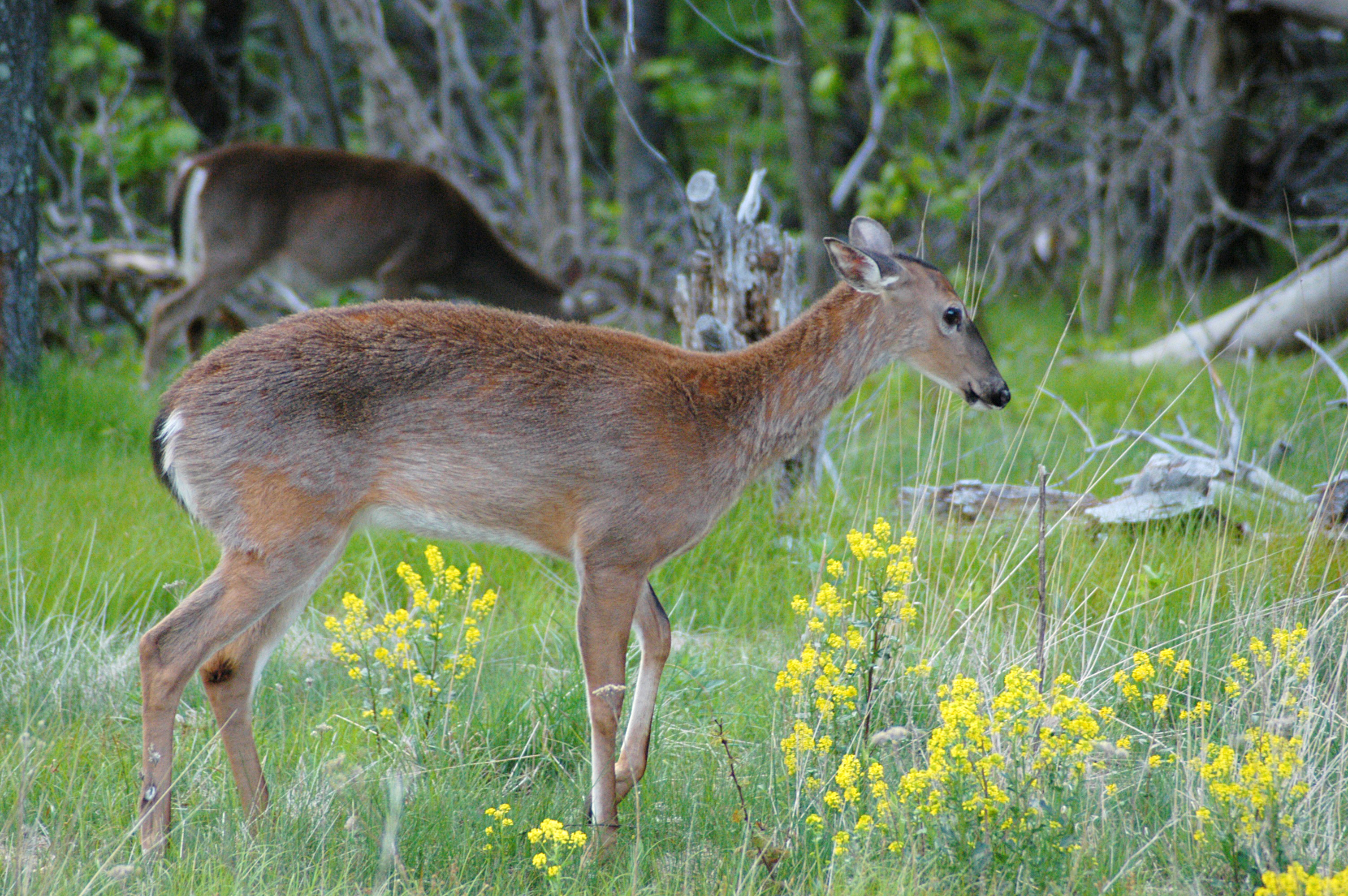
タナーリッジオーバールックでの鹿

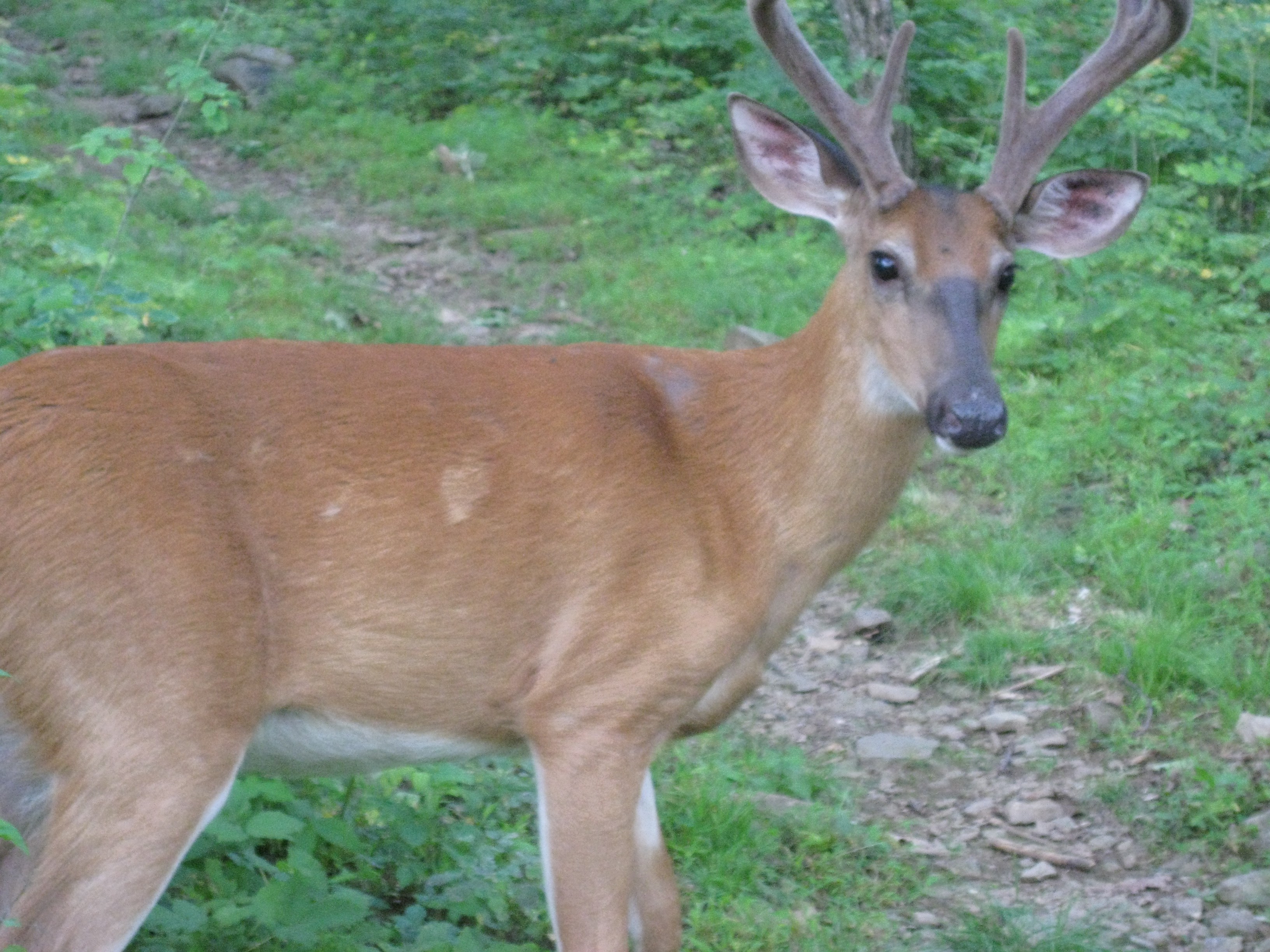
パイニーリッジでの鹿

公園の気候、そしてその動物相、植物相は、東中部大西洋岸地域の森林の山岳地域として標準的なものである。一般的な種の分布の大半もまた、低地の生態系の典型である。最南端の山腹のいくつかの南西の斜面では松が優位を占めている。そして時折ヒラウチワサボテンが自生している。対照的に北東の面のいくつかは湿気は少ないが濃い木立を好むカナダツガと苔が繁茂している。その他の一般的に見られる植物はオーク、ヒッコリー、クリ、カエデ、ユリノキ、アメリカシャクナゲなどのツツジ、トウワタ、ヒナギクそしてシダ類の多くの種類である。一度は優勢な植生だったアメリカグリは1930年代の間にクリ胴枯病として知られている菌類によって絶滅の危機に瀕した。現在、公園に木は生えてはいるが、成熟せず、子孫を残す前に枯れてしまう。オークの多様な種は、クリに取って代わり、優勢木となった。1990年代初期に始まるマイマイガ来襲で、ガは主にオークの葉を食べ荒らすので、オーク林の優位性を脅かすものとなった。マイマイガの勢いは少し衰えたようであるが、森を襲い続けており、オーク林の約10パーセントが破壊されている。
哺乳類はオジロジカ、アメリカクロクマ、ボブキャット、アライグマ、スカンク、オポッサム、ウッドチャック、ハイイロギツネ、トウブワタオウサギが生息している。確証はないものの、公園とその周辺地域でピューマの目撃情報が1970年以来100件以上報告されている。
- 200種以上の鳥類が少なくともその年の一部を過ごすために公園内に巣を作る。およそ30種の鳥類（アメリカフクロウ、カロライナコガラ、アカオノスリ、そして野生のシチメンチョウを含む）が留鳥として一年を通じて公園内に生息している。ハヤブサは1940年代-1960年代の間に農薬DDTやその他の要因のために著しく減少し,1973年には合衆国魚類生物局(USFWS)によって絶滅危惧種リストに置かれた。1990年中頃に再導入され、20世紀末までには公園内に多数の巣を作っているつがいが見られ、1999年には絶滅危惧種リストから外された[8]。

- 32種の魚類が公園内で記録された。それらの内にはカワマス、ロングノーズウグイ、ブラックノーズウグイ、ブルーヘッドチャブを含む[9]。

## 見どころ

### スカイラインドライブ

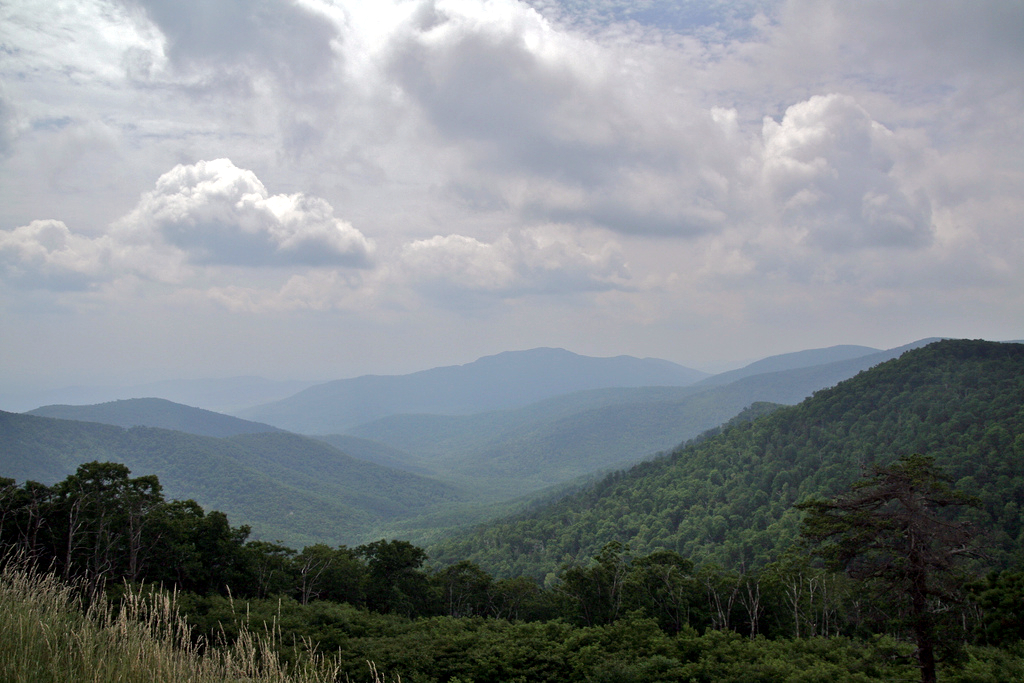
シェナンドー国立公園の多くの景色の良い場所のうちの一つ

公園ではスカイラインドライブ（山の尾根に沿った公園の端から端までを渡る169 km（105マイル）の道）が最も有名である。ドライブをするには秋の紅葉の季節が特に人気がある。全長162 km（101マイル）のアパラチアントレイルは公園内も通っている。公園全体では合計800 km（500マイル）以上のトレイルがある。コースの内で最も人気のあるものの一つがオールドラグマウンテンである。そこはスリリングな岩場登りとバージニア州で最も美しく、息をのむような景色がある。乗馬、キャンプ、サイクリングが楽しめて、さらに多くの滝も見どころのひとつである。スカイラインドライブはナショナルシーニックバイウェイに指定されている。

### バックカントリーキャンプ

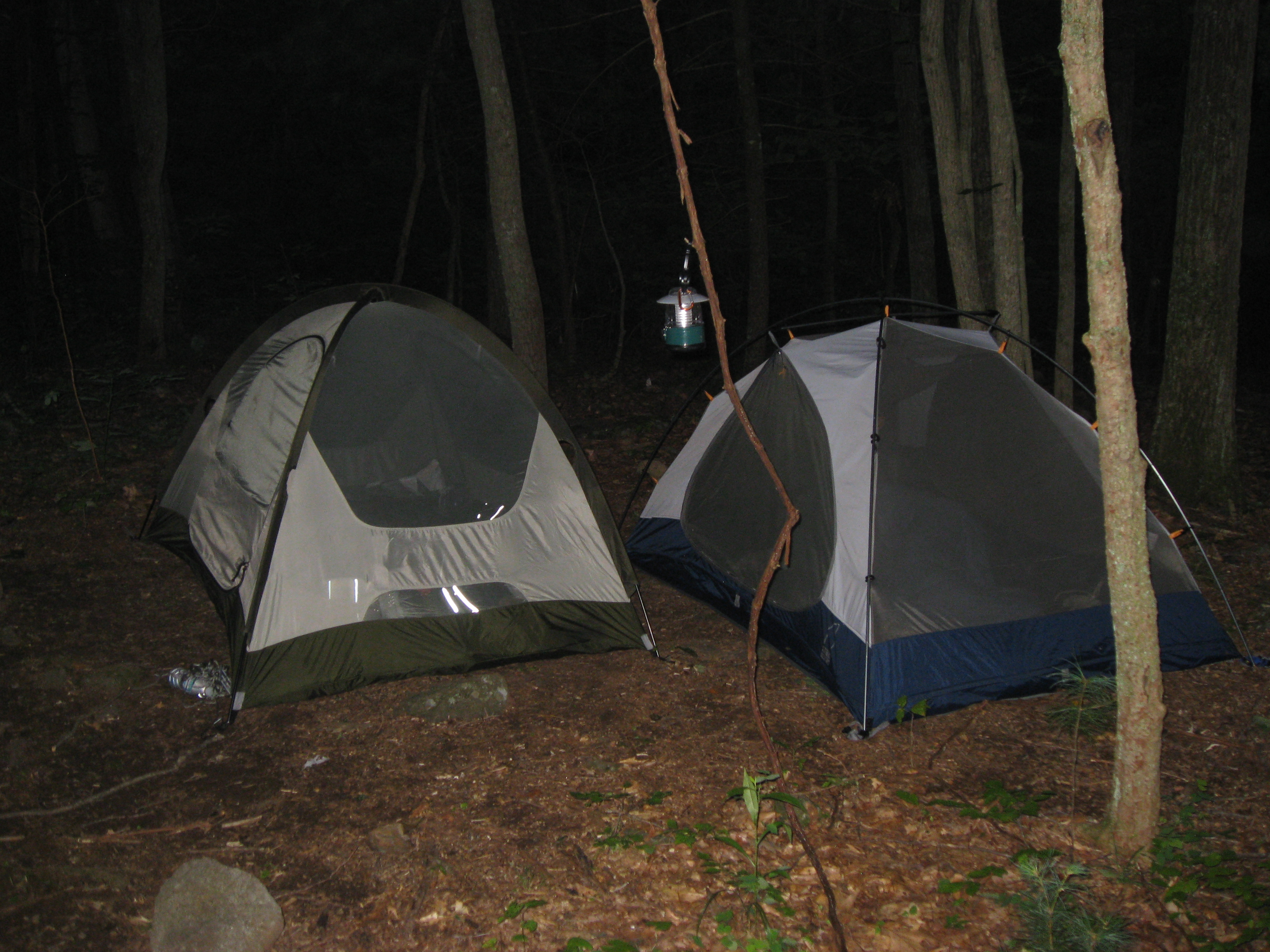
バックカントリーキャンプ場

シェナンドー国立公園では790 km2（19万6,000エーカー）の広さを持つバックカントリーと原生地域のキャンプ場を用意している。キャンパーは「跡を残さない」と言う方針を守らねばならない。排泄物は埋め、キャンプファイヤーは構築しないと言うことである。

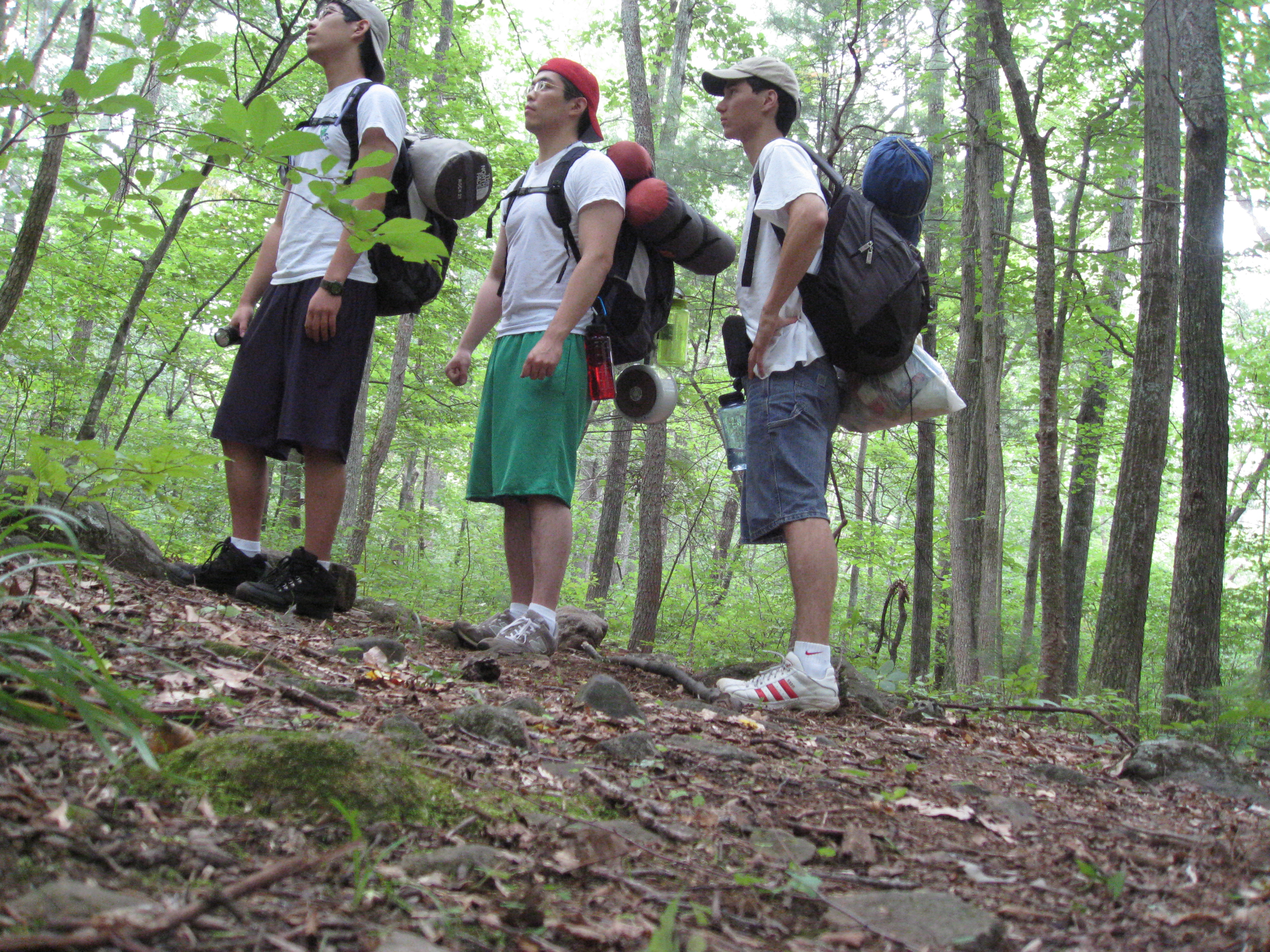
バックパックを背負ったバックカントリーキャンパー達

バックカントリーキャンパーは野生生物にも注意深くなければならない。例えば食料や匂いのある物はクマから遠ざけるために滑車で木に吊さなければならない。

### 宿泊施設

#### キャンプ場および小屋
大部分のキャンプ場は4月から10-11月まで開いている。主なキャンプ場は以下の5つ。
- マシューズアームキャンプ場
- ビッグメドウスキャンプ場
- ルイス山キャンプ場
- ロフト山キャンプ場
- ダンゴグループキャンプ場

#### ロッジ（山小屋）
3つのロッジがある。
- スカイランドリゾート
- ビッグメドウス
- ルイスマウンテン・キャビン

ロッジはスカイランドリゾートとビッグメドウスに位置する。ハリー・F・バードビジターセンターもビッグメドウスに位置する。もう一つのビジターセンターはディッキーリッジに位置する。キャンプ場はマシューズアーム、ビッグメドウス、ルイス山およびロフト山にある。

ラピダンキャンプは、ハーバート・フーヴァー元大統領の釣りを楽しむ静養地で1929年にラピダン川の上に作られた。ミルプロングトレイル上の往復6.6 km（4.1マイル）のハイキングで到着する。そしてそれはミーラムギャップ（マイル52.8）と言う地点のスカイラインドライブから始まる。国立公園局はビッグメドウスでバードビジターセンターから出発するガイド付きヴァン旅行も用意している。

シェナンドー国立公園は国立公園の中でも最も犬にフレンドリーな公園の一つである。キャンプ場は全て犬を受け入れている。そしてリードの長さが1.8m（6フィート）以短であれば、アパラチアントレイルを含むほぼ全ての地域に犬を連れて行くことが出来る。
公園内の川は、天然のカワマスが生息しているためにフライフィッシャーマンにとても人気が高い。

### 滝

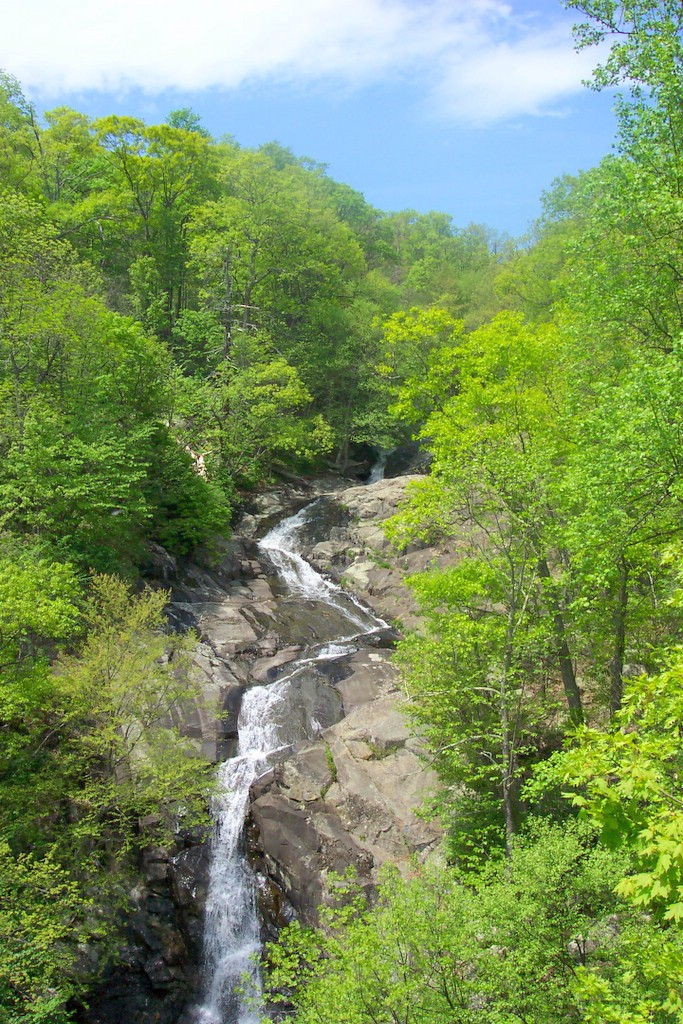
ホワイトオーク峡谷

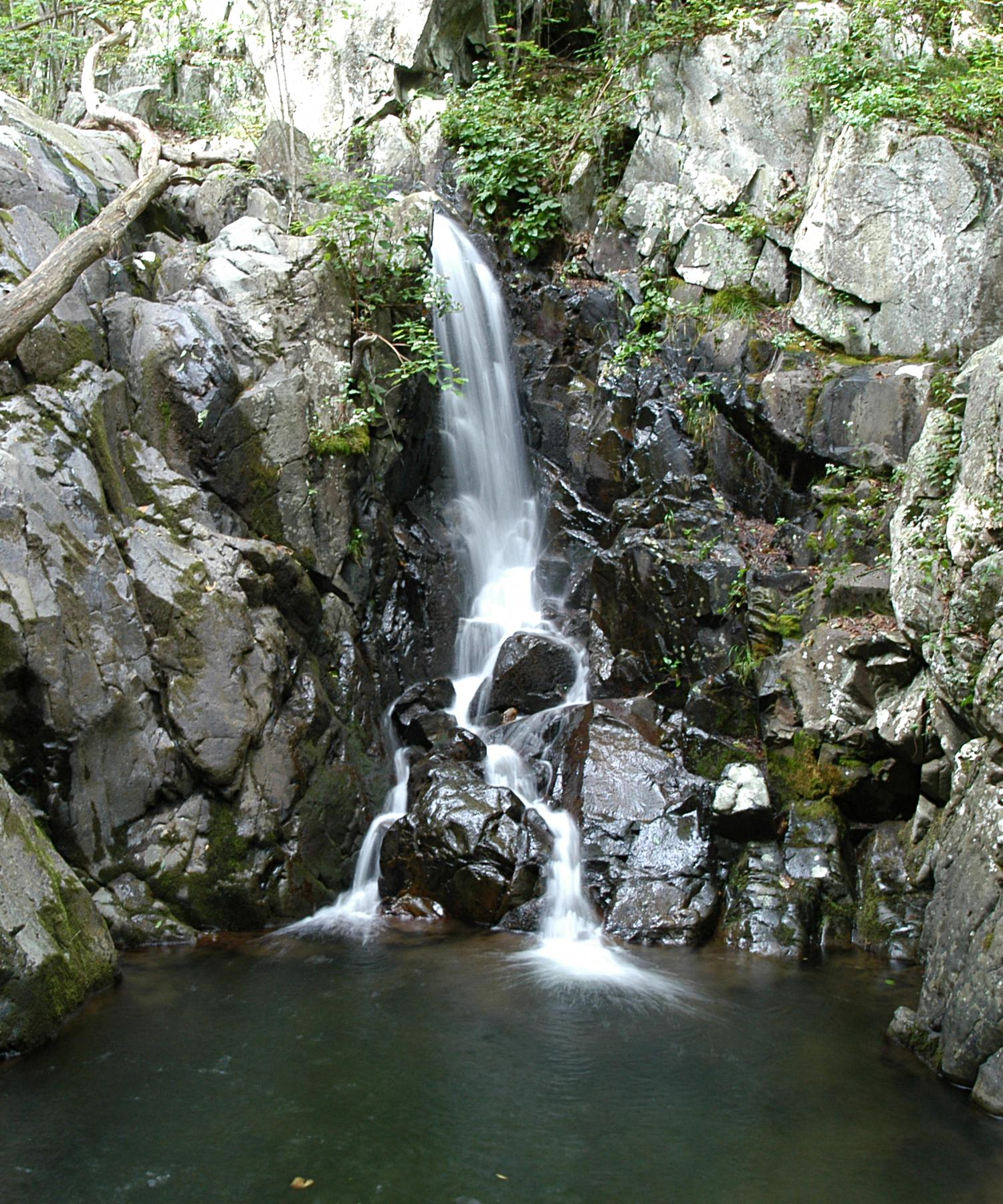
ローズリバー滝

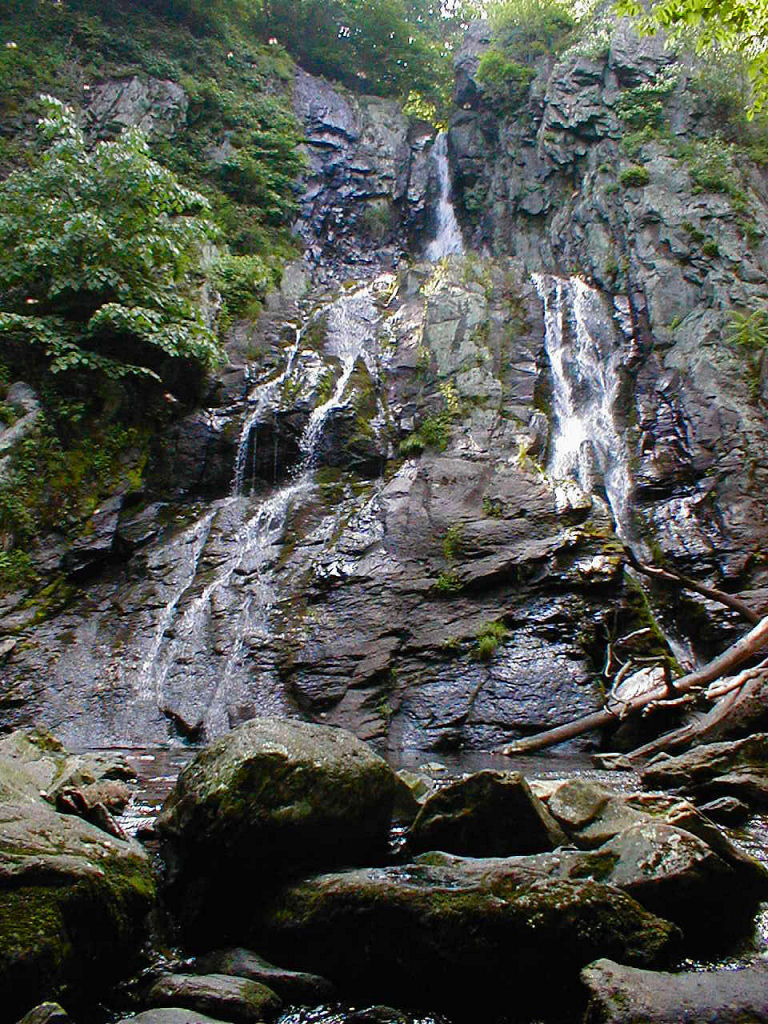
サウスリバー滝

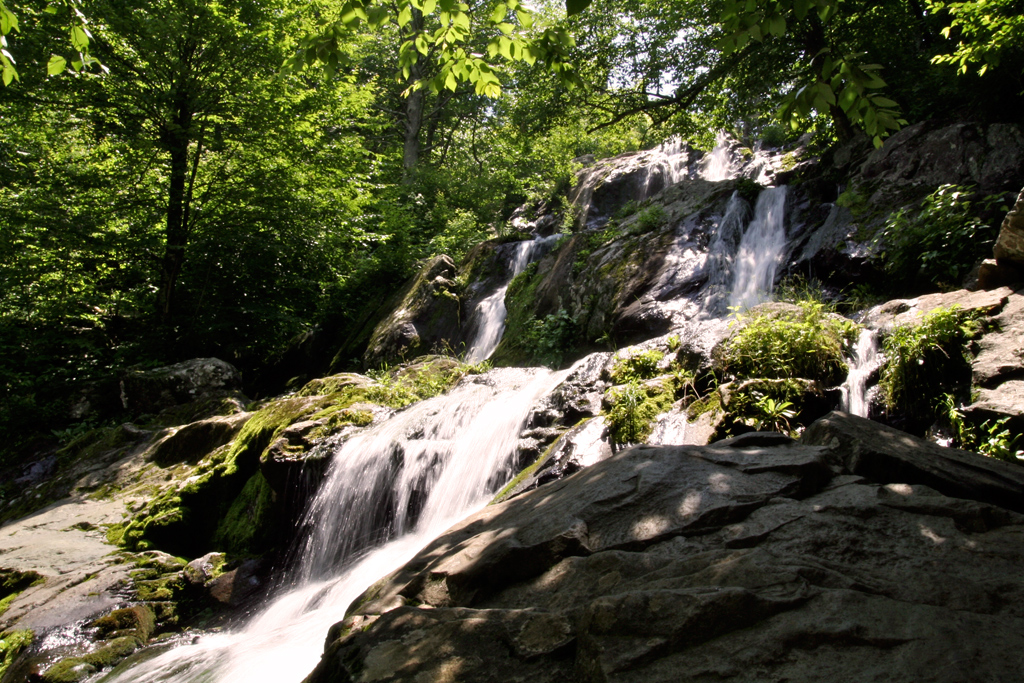
ダークホロー滝

多くの滝は公園の境目付近にある。以下は主要な滝の一覧である。
| \| 名称 \| 高さ \| 出発地点 \| 説明 \| \| ------------------ \| ---------------------------- \| ------------------------------------------------------- \| ---------------------------------------------------------------------------------------------------------------------------------------------------------------------------------- \| \| オーバーオールラン \| 28 m (93 ft) \| マイル21.1 ホグバックオーバールックのすぐ南の駐車場 \| 公園内で最も高い滝である。往復10 km (6.5 mile)の行程。 \| \| ホワイトオーク峡谷 \| 26 m (86 ft) \| マイル42.6 ホワイトオーク峡谷駐車場 \| ホワイトオーク峡谷は一連の6本の滝を持っている。最初でかつ最も高い滝は28m（86フィート）の高さである。全ての滝に簡単に近づけるというわけではない。 \| \| シーダーラン \| 10 m (34 ft) \| マイル45.6 ホークスビルギャップ駐車場 \| 難易度が高めの往復5 km(3.4 mile)の行程。 \| \| ローズリバー \| 20 m (67 ft) \| マイル49.4 フィッシャーズギャップオーバールックの駐車場 \| 往復4 km(2.6 mile)の行程。より長いループハイキングとすることもできる。 \| \| ダークホロー滝 \| 21 m (70 ft) \| マイル50.7 ダークホロー滝駐車場 \| 往復2 km(1.4 mile)の行程。スカイラインドライブからもっとも近い滝。この行程ではペットの同伴は許可されない。 \| \| ルイス滝 \| 25 m(81 ft) \| マイル51.4 側道の横のビッグメドウスのすぐ南の駐車場 \| 往復3 km(2 mile)の行程。 \| \| サウスリバー滝 \| 25 m (83 ft) \| マイル62.8 サウスリバーピクニックエリアの公園 \| 5 km(3.3 mile) 滝を上から見下ろすループハイキング。岩場が多い。 \| \| ドイルズリバー滝 \| 9 m と 19 m (28 ft と 63 ft) \| マイル81.1 ドイルズリバー駐車場 \| 往復5 km(3 mile)の行程。 高い滝と低い滝の両方が見える。低い滝を少し過ぎたところに眺めの良い場所がある。ジョーンズラン滝へ行く13 km(7.8 マイル)のループトレイルに回ることができる。 \| \| ジョーンズラン滝 \| 13 m (42 ft) \| マイル84.1 ジョーンズラン駐車場 \| 往復6 km(3.6 mile)の行程。より長い行程のループハイキングでドイルズリバーの高い滝と低い滝を見ることができる。 \| |                              |                                                         | |
| 名称 | 高さ                         | 出発地点                                                | 説明 |
| オーバーオールラン | 28 m (93 ft)                 | マイル21.1 ホグバックオーバールックのすぐ南の駐車場     | 公園内で最も高い滝である。往復10 km (6.5 mile)の行程。 |
| ホワイトオーク峡谷 | 26 m (86 ft)                 | マイル42.6 ホワイトオーク峡谷駐車場                     | ホワイトオーク峡谷は一連の6本の滝を持っている。最初でかつ最も高い滝は28m（86フィート）の高さである。全ての滝に簡単に近づけるというわけではない。                                   |
| シーダーラン | 10 m (34 ft)                 | マイル45.6 ホークスビルギャップ駐車場                   | 難易度が高めの往復5 km(3.4 mile)の行程。 |
| ローズリバー | 20 m (67 ft)                 | マイル49.4 フィッシャーズギャップオーバールックの駐車場 | 往復4 km(2.6 mile)の行程。より長いループハイキングとすることもできる。 |
| ダークホロー滝 | 21 m (70 ft)                 | マイル50.7 ダークホロー滝駐車場                         | 往復2 km(1.4 mile)の行程。スカイラインドライブからもっとも近い滝。この行程ではペットの同伴は許可されない。                                                                         |
| ルイス滝 | 25 m(81 ft)                  | マイル51.4 側道の横のビッグメドウスのすぐ南の駐車場     | 往復3 km(2 mile)の行程。 |
| サウスリバー滝 | 25 m (83 ft)                 | マイル62.8 サウスリバーピクニックエリアの公園           | 5 km(3.3 mile) 滝を上から見下ろすループハイキング。岩場が多い。 |
| ドイルズリバー滝 | 9 m と 19 m (28 ft と 63 ft) | マイル81.1 ドイルズリバー駐車場                         | 往復5 km(3 mile)の行程。 高い滝と低い滝の両方が見える。低い滝を少し過ぎたところに眺めの良い場所がある。ジョーンズラン滝へ行く13 km(7.8 マイル)のループトレイルに回ることができる。 |
| ジョーンズラン滝 | 13 m (42 ft)                 | マイル84.1 ジョーンズラン駐車場                         | 往復6 km(3.6 mile)の行程。より長い行程のループハイキングでドイルズリバーの高い滝と低い滝を見ることができる。                                                                       |

### トレイルのハイキング

#### ダークホロー滝トレイル
ダークホロー滝トレイルは、滝で終了するスカイラインドライブの別の景色の良いトレイルである。それはバードビジターセンターのそばに位置している。トレイルは興味をかき立てる小川の縁にある。ハイキングの途中に鳥、蝶、鹿と、時折アメリカクロクマとヨコシマガラガラヘビが見られるが、これらが人間に危害を加えることは案外知られていない。
滝を見るために下って、ハイキングをする訪問客はそれを「価値ある経験」と口にする。トレイルは途中にトイレも避難所もない下り急勾配の約1.2 km（3/4マイル）のハイキングとなる。望ましくは水筒1瓶の水を携帯し、雨の予報があるときは、ハイキングを回避する準備をすべきである。駐車場までの帰りの道は非常に急勾配で年配者や運動不足の者は心身を疲弊させるかもしれない。

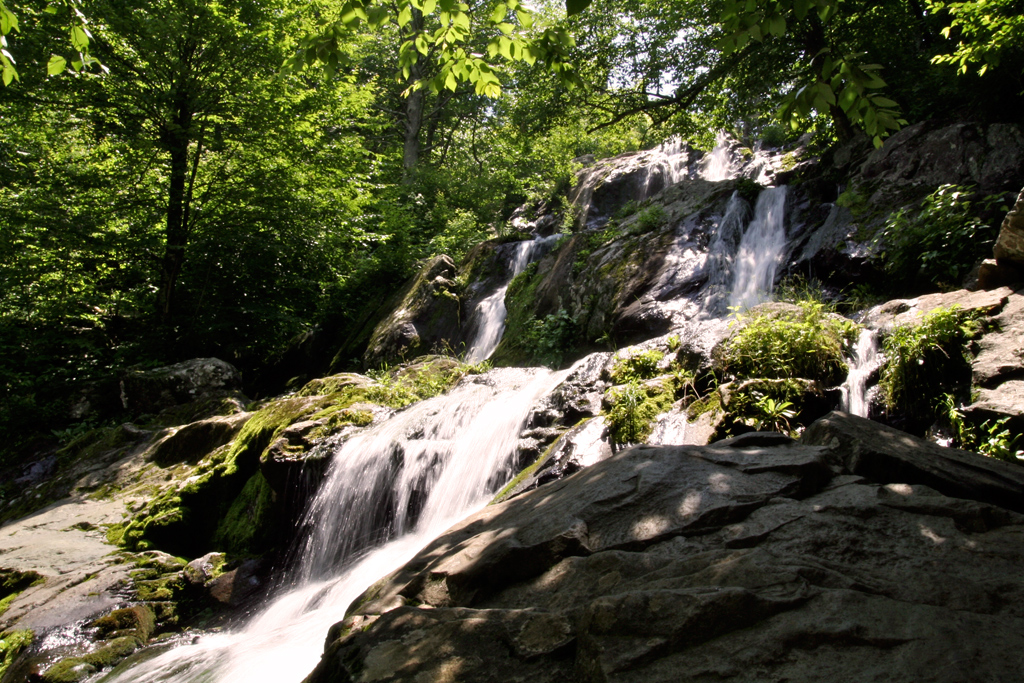
ダークホロー滝
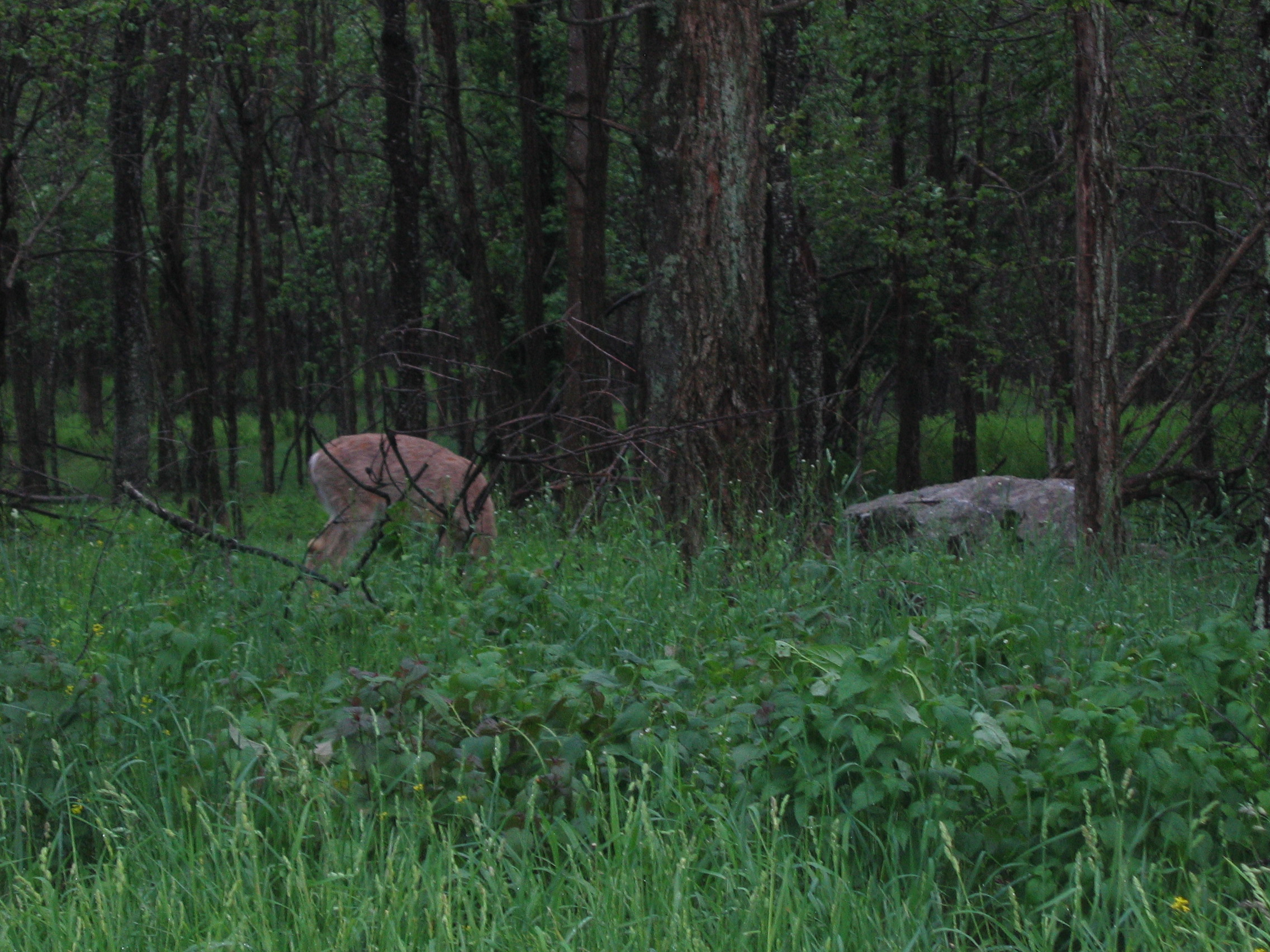
ダークホローでの野生動物
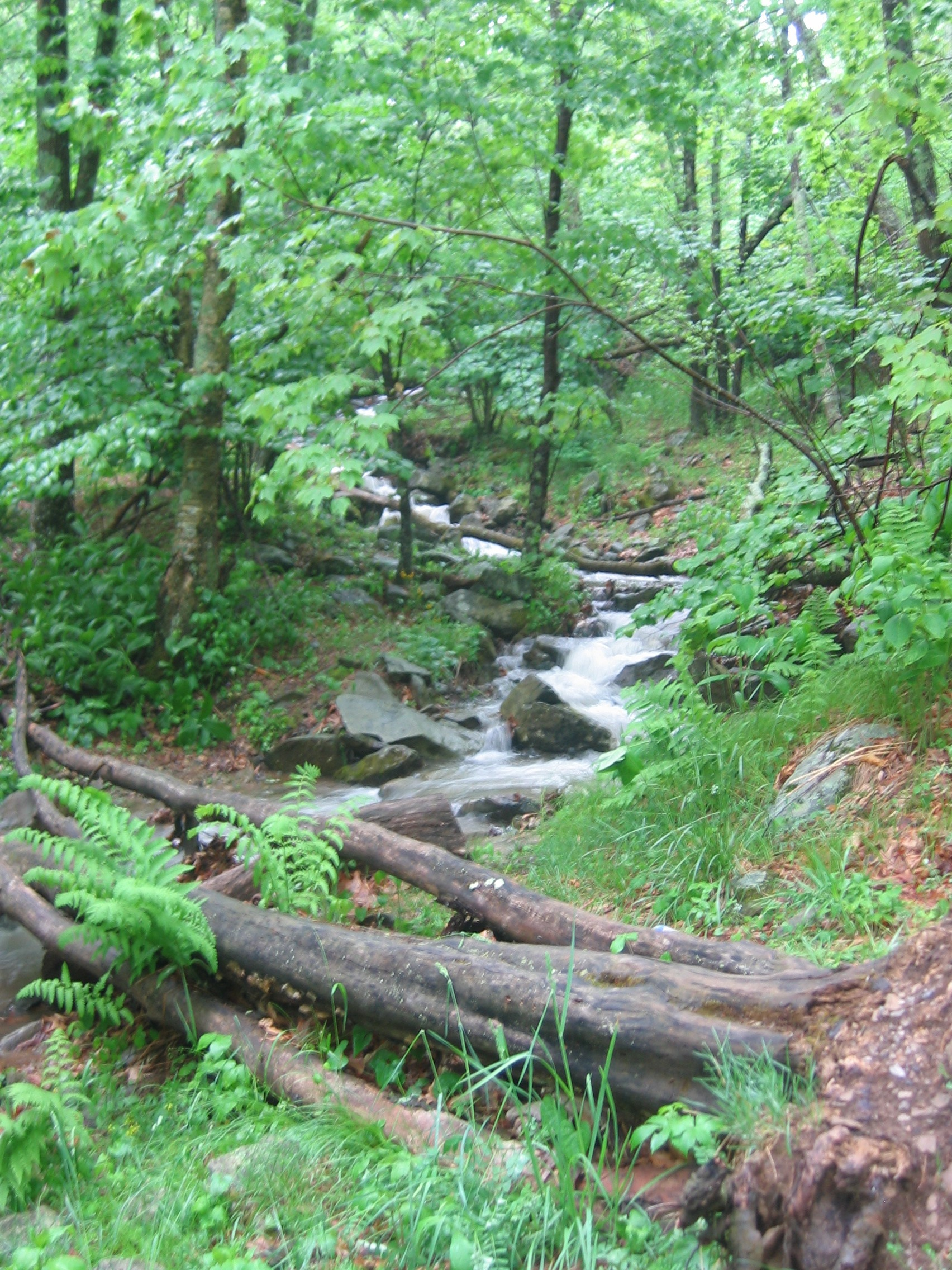
ダークホロー滝に通じる流れ
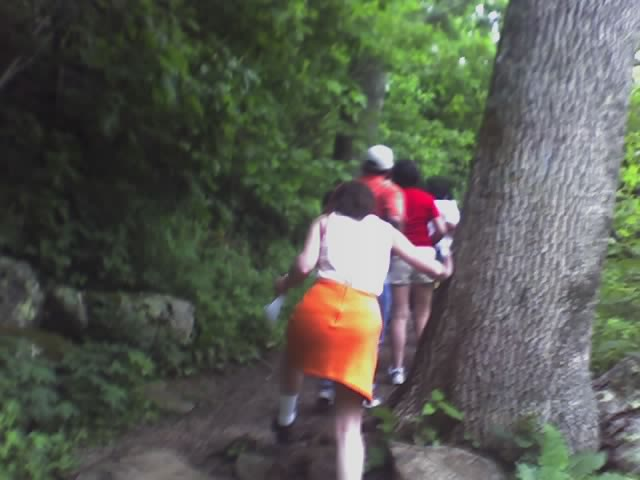
ダークホロー滝に通じるトレイル

#### ストーニーマントレイル
これはスカイラインドライブで最も風光明媚なトレイルの一つである。それは断崖で終わり、美しい景色が用意されている。理想的なのはここで日没を見ることである。ここはペットと馬は入ることが出来ない 。

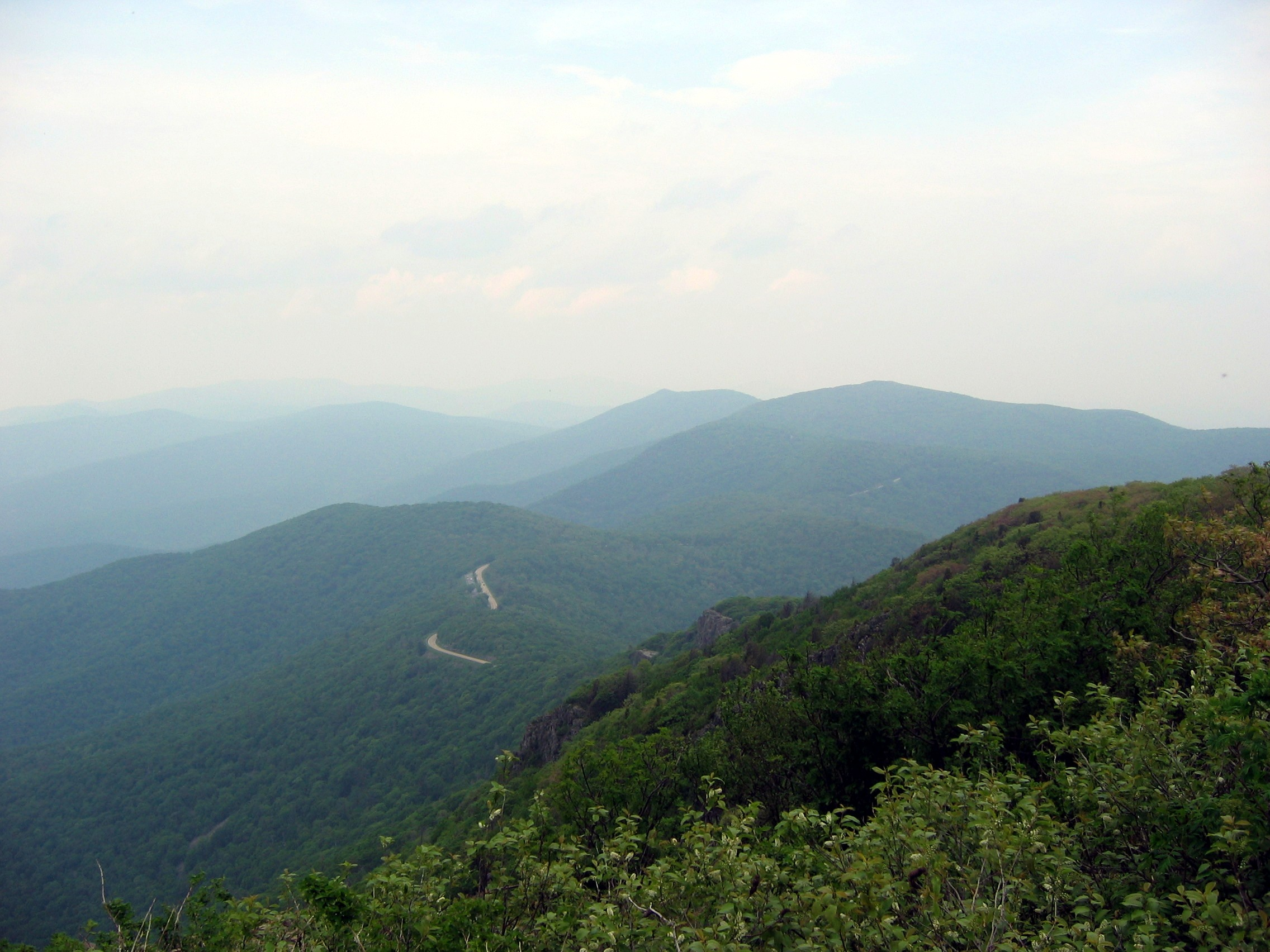
ストーニーマンクリフの頂からの眺め
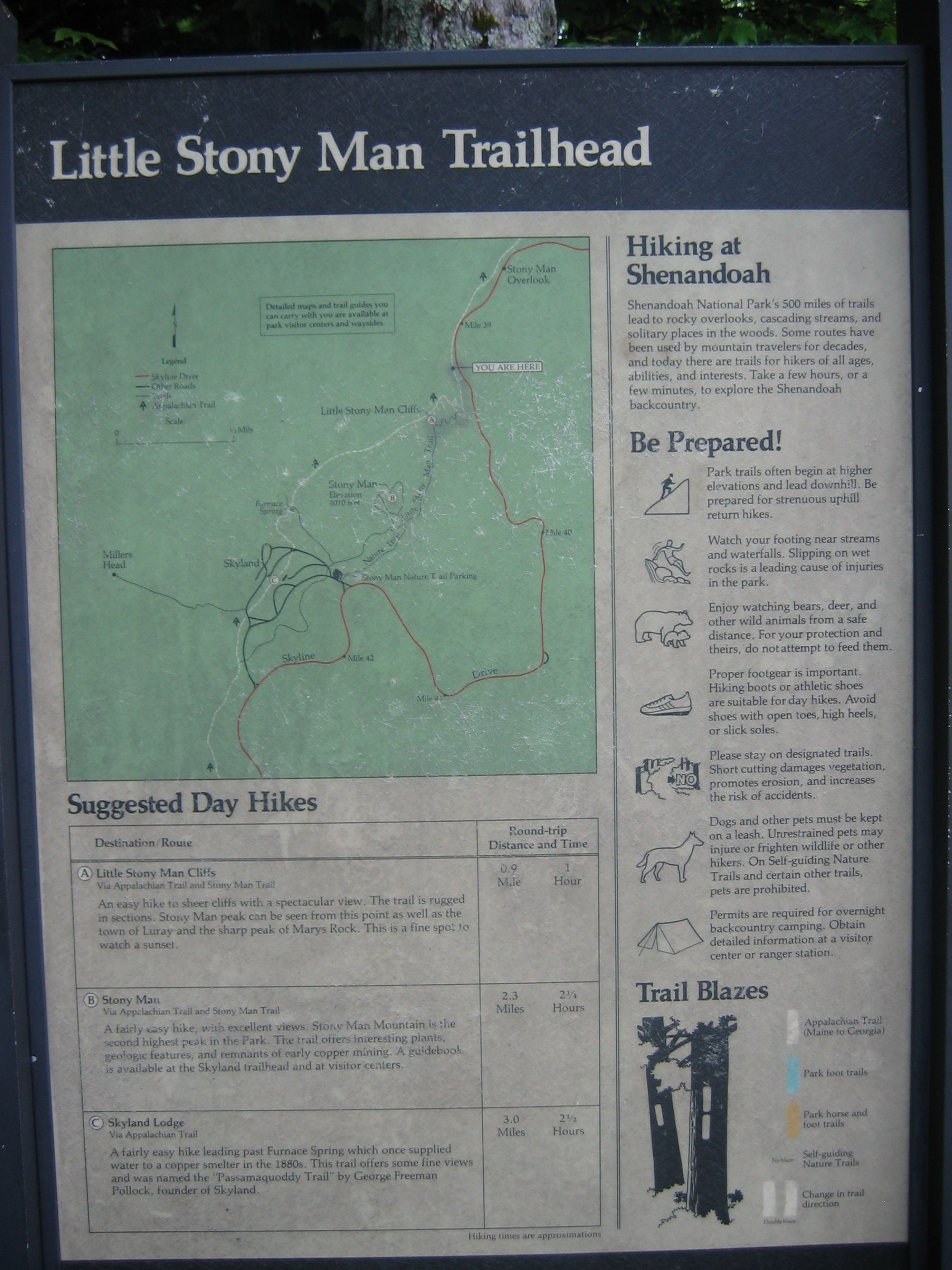
案内板

## レンジャープログラム
パークレンジャー（森林警備官）はとても気さくで親切である。また、春から秋までの間にいくつかのプログラムを開催している。プログラムには、歴史、動植物の話やレンジャー引率のハイキングがある。

## 参照
- アメリカ合衆国国立公園局
- ブルーリッジ山脈
- シェナンドー渓谷
- シェナンドー川
- アパラチアン・トレイル